# Донецкий национальный технический университет
Донецкий национальный технический университет (ДонНТУ, укр. Донецький національний технічний університет) — одно из старейших и крупнейших высших учебных заведений Донецкой области. Известен под названием ДПИ (Донецкий политехнический институт).

## История

### Наименования учебного заведения
- 1921−1926 — Донецкий горный техникум им. товарища Артёма (город Сталино);
- 1926−1935 — Донецкий горный институт (ДГИ);
- 1935−1960 — Донецкий индустриальный институт (ДИИ), в 1941—1953 годах носил имя Н. С. Хрущёва;
- 1960−1993 — Донецкий политехнический институт (ДПИ);
- 1993−2001 — Донецкий государственный технический университет (ДонГТУ);
- с 2001 — Донецкий национальный технический университет (ДонНТУ).

- Первый корпус
- Второй корпус
- Третий корпус

### Истоки
Становление первого в Донбассе вуза проходило в крайне сложных условиях. После гражданской войны бездействовали шахты, металлургические, коксовые, машиностроительные заводы, были разрушены железные дороги. Новое руководство страны придавало большое значение восстановлению Донбасса. Для этого необходимы были инженерные кадры. В то время в Донбассе работало всего 189 горных инженеров и горная промышленность остро нуждалась в специалистах высокой квалификации.
Учитывая это, в Юзовке решено было открыть горный техникум. Инициатива его создания принадлежит Ф. А. Сергееву (Артёму). Решение об открытии горного техникума было принято Центральным комитетом Всероссийского союза горнорабочих. В 1920-е годы в СССР техникумы являлись высшими учебными заведениями и готовили специалистов узкой специализации, в то время как институты готовили руководителей производства, администраторов.
Основателем и руководителем техникума стал горный инженер Исай Маркович Пугач. По решению городских властей вновь создаваемому учебному заведению выделили здание бывшего Коммерческого училища (ныне 2-й учебный корпус) и примыкавшие к нему полуразрушенные казачьи казармы. За короткий срок был произведен их ремонт и 30 мая 1921 состоялось официальное открытие техникума. Первый набор студентов составлял 208 человек.
Поскольку студенты имели очень слабую общеобразовательную подготовку, администрация техникума организовала рабочий факультет. Это был один из первых на Украине рабфаков, где студенты в течение трёх лет изучали общеобразовательные дисциплины.
На рабфаке учился и будущий глава СССР Н. С. Хрущёв. Именно Донецкий горный техникум дал старт его политической карьере. Вернувшись в 1922 году в Юзовку, он, закончив гражданскую войну инструктором политотдела Девятой армии, был направлен к качестве комиссара на восстановление одной из шахт Рутченково (сейчас Кировский район Донецка). Благодаря успешной работе он вскоре получил предложение возглавить соседнюю шахту, но вместо этого подал заявление на рабфак, в котором, в частности, указал цель поступления: «Получить технические знания, необходимые для более продуктивной работы на производстве». Довольно скоро Н. С. Хрущев стал партсекретарём не только рабфака, но и всего техникума. В этот период по его инициативе и при его непосредственном участии были восстановлены мастерские, лаборатории и электроснабжение учебного корпуса, а также начато издание учебников в близлежащей типографии. В сентябре 1924 года Н. С. Хрущев являлся членом комиссии, выдававшей дипломы первым 15 выпускникам техникума. Сам он диплом получить так и не успел, будучи назначенным в июле 1925 года партийным руководителем Петрово-Марьинского уезда Сталинского округа, откуда он начал своё стремительное восхождение к вершинам власти.
Большой проблемой для техникума был подбор преподавательских кадров. Для ведения специальных предметов приглашались инженеры с промышленных предприятий. С 1923 в техникуме стали работать профессора из Харькова, Екатеринослава, Новочеркасска и других городов СССР.

### Донецкий горный институт
К 1926 году Донецкий горный техникум добился значительных успехов в подготовке квалифицированных специалистов, став фактически учебным и научно-техническим центром Донбасса. Однако высокие темпы индустриализации Донецкого угольного бассейна требовали значительно большего количества квалифицированных специалистов. В связи с этим в апреле 1926 года Донецкий горный техникум был реорганизован в институт и приобрёл новое название — Донецкий горный институт. И. М. Пугач стал его первым ректором.
В конце 1929 года открывшийся в городе вечерний металлургический техникум был преобразован в Донецкий металлургический институт (ДМИ), готовивший специалистов по доменному, мартеновскому и прокатному производству. А летом 1930 года на базе углехимического факультета возник второй отраслевой институт — Донецкий углехимический институт.

### Донецкий индустриальный институт
В апреле 1935 года было принято решение создать на базе горного, металлургического и углехимического институтов единый вуз, получивший название — Донецкий индустриальный институт.
С 31 января 1941 года по 1953 год институт носил имя Н. С. Хрущёва.
К 1941 году институт превратился в крупнейший учебный и научный центр региона. За 20 лет своего существования институт подготовил около 4300 инженеров, была создана хорошая материально-техническая база, подготовлены высококвалифицированные кадры преподавателей. В ознаменование 20-летнего юбилея и учитывая большие заслуги в деле подготовки высококвалифицированных инженерно-технических кадров для угольной промышленности 31 января 1941 года институт был награждён орденом Трудового Красного Знамени. Орденами и медалями были награждены и 16 работников института, в том числе орденом Ленина — бывший директор И. М. Пугач.
Дальнейшие планы по развитию института прервала Великая Отечественная война. Уже в первые дни войны многие студенты-старшекурсники, выпускники, преподаватели и сотрудники добровольцами ушли на фронт. В августе 1941 года на фронт были мобилизованы почти все студенты младших курсов.
Накануне оккупации города фашистами в октябре 1941 года удалось эвакуировать часть оборудования института, часть преподавателей и студентов в город Прокопьевск Новосибирской области. Там в феврале 1942 года начались учебные занятия. В сложных условиях в марте 1942 года состоялся первый выпуск студентов военного времени. Дипломы инженеров получили 6 человек. В новом 1942/1943 учебном году в институте в Прокопьевске обучалось более 400 студентов.
После освобождении Донбасса осенью 1943 года из Прокопьевска в Сталино была направлена группа преподавателей для обследования состояния института. Ущерб, нанесённый вузу, составил более 66 млн рублей. Были сожжены и взорваны 13 учебных и жилых зданий. Значительными были и человеческие потери: убиты фашистами проф. Н. А. Никольский, заведующий кафедрой математики С. Ф. Лебедев и ещё более ста преподавателей и сотрудников института.
Многие преподаватели, сотрудники, студенты погибли на фронте.
Параллельно с освобождением территории Донбасса начались работы по восстановлению его хозяйства. Преподаватели и студенты работали на восстановлении учебных корпусов. 5 декабря 1943 года 678 студентов 1-2 курсов приступили к занятиям. В октябре 1944 года основной состав института, находившийся в Прокопьевске, вернулся в город Сталино. В институте вновь стали действовать четыре факультета: горный, горно-механический, металлургический и углехимический.
В институте была организована центральная лаборатория по откачке воды из шахт Донбасса во главе с заведующим кафедрой горной механики профессором В. С. Паком.
К началу 1946 из 5 довоенных учебных корпусов в эксплуатации находились лишь три: второй учебный корпус, 70 % полезной площади первого и 40 % третьего. Для ускоренной подготовки при институте были организованы трехгодичные высшие инженерные курсы. К 1951 институт был практически полностью восстановлен.
Постепенно вуз расширялся: было восстановлено вечернее отделение, открылся факультет по подготовке специалистов промышленного и гражданского строительства, с 1953 начал функционировать заочный факультет. В этом же году открылся филиал института в Краматорске. В 1955 открыли вечернее отделение в Макеевке.

### Донецкий политехнический институт
В начале 1960 филиалы института появились в Горловке и Торезе. По своему характеру вуз становился политехническим и 19 марта 1960 года он был реорганизован, получив название Донецкий политехнический институт. К этому времени в нём обучались 8355 студентов по 18 специальностям.
В 1960 году Донецкий политехнический институт располагал 4 учебными корпусами, 2 библиотеками с книжным фондом в 600 тыс. томов. Ректор института профессор М. А. Богомолов (был ректором с 1952 по 1968) уделял большое внимание вопросам укрепления и расширения материальной и учебной базы института, что позволяло систематически увеличивать наборы студентов.
С 1952 началась подготовка студентов для зарубежных стран, и уже к 1960 вуз окончили более 100 иностранных граждан из Китая, Польши, Венгрии и Болгарии. В 1967 электротехнический факультет Донецкого политехнического института окончил Нгуен Ван Ан, ставший впоследствии председателем Национального Собрания Вьетнама.
В 1960-е годы были открыты новые факультеты: в 1960 — электротехнический, в 1966 — механический, в 1967 — геолого-маркшейдерский, в 1969 — инженерно-экономический. Образование новых факультетов продолжалось и в 1970-е годы: в 1972 — энергетический, в 1974 — факультет ВТ и АСУ, который в 1977 разделился на два самостоятельных факультета: ВТ и факультет АСУ. Таким образом, к началу 1980-х в базовом институте работало 10 дневных факультетов: горный, горно-геологический, горно-электромеханический, металлургический, механический, химико-технологический, инженерно-экономический, факультет вычислительной техники, факультет АСУ, а также два вечерних факультета: горно-механический и электромеханический, а также заочный факультет. Кроме того, были созданы факультеты по обучению иностранных студентов, организаторов промышленного производства и строительства, повышения квалификации преподавателей средних специальных учебных заведений и подготовительное отделение с дневной и вечерней формами обучения.
ДПИ дал также путёвку в жизнь целому ряду технических вузов Донбасса, выросшим из подразделений и филиалов базового института, в том числе: Краматорскому индустриальному институту, преобразованному в 1960 из филиала ДПИ в самостоятельный вуз, и Макеевскому инженерно-строительному институту, также выросшему из филиала ДПИ.
С 1960 по 1990 значительно окрепла материально-техническая база института. Немалая заслуга в её развитии принадлежит ректорам: М. А. Богомолову (ректор с 1952 по 1968 год), Г. В. Малееву (ректор с 1968 по 1989 год), А. А. Минаеву (ректор с 1989 по 2014 год). Были построены современные корпуса механического, химико-технологического, энергетического, горного факультетов. В начале 1990-х годов базовый институт располагался в 9 учебных корпусах, учебная площадь которых составляла около 200 тыс. м². В них располагались 120 специализированных аудиторий, более 300 учебных лабораторий и кабинетов, два учебных телевизионных центра, вычислительный центр, библиотека с книжным фондом более 1,5 млн томов. В 1969 по приказу проректора С. А. Жеданова был организован «учебный телецентр», оборудованный на тот момент времени самым современным оборудованием.
К началу 1990-х годов ДПИ превратился в один из крупнейших вузов Украины. В нём работало около 1400 преподавателей, в том числе 122 профессора, доктора наук, около 700 доцентов, кандидатов наук. Преподавательскую и научную работу вели 10 Заслуженных работников высшей школы Украины (М. П. Зборщик, Г. В. Малеев, В. Н. Маценко и др.), ведущие учёные, отмеченные званиями «Заслуженный деятель науки и техники Украинской ССР» (В. Г. Гейер, В. М. Клименко, К. Ф. Сапицкий, Н. Г. Логвинов, А. А. Минаев и др.).

### Донецкий государственный технический университет
В 1993 году ДПИ прошёл аттестацию и решением Кабинета Министров Украины в сентябре 1993 года ему был присвоен статус государственного технического университета.
На базе ДонГТУ в этот период был создан Региональный учебно-научно-технический комплекс, в который вошли также три института (горный, международного сотрудничества и Горловский автомобильно-дорожный), Красноармейский филиал, 20 факультетов, Центр повышения квалификации и переподготовки кадров, подготовительное отделение для иностранных граждан, три техникума.

### Донецкий национальный технический университет
Летом 2001 года университет получил статус национального. К этому времени количество специальностей и специализаций превысило 60. Общая численность студентов по всем формам обучения превысила 25 тысяч. На 88 кафедрах в настоящее время работают 1300 преподавателей, среди которых целый ряд лауреатов Государственных премий Украины, в том числе профессора А. А. Минаев, А. Н. Смирнов, Е. А. Башков, А. А. Троянский, Л. П. Фельдман и другие.

## Знаменательные даты
1921 год:
- 30 мая 1921 года создан Донецкий горный техникум.

1926 год:
- Донецкий горный техникум реорганизован в Донецкий горный институт.
- Создана горная кафедра.
- Преподаватели Донецкого горного института А. М. Первушин и А. И. Тулпаров по заказу городского отдела коммунального хозяйства разработали проект строительства первого в истории города Донецка водопровода.

1931 год:
- Введен в эксплуатацию третий учебный корпус общей площадью 12450 м² на 260 аудиторий.
- Создана аспирантура.
- Созданы кафедры: геологии, органической химии, химической технологии топлива, теплотехники, политической экономии, металлургии чугуна.
- Создан факультет особого назначения для индивидуального обучения руководящих работников угольной промышленности.

1941 год:
- Май — в Донбассе широко отметили 20 летний юбилей Донецкого индустриального института. За успехи в подготовке высококвалифицированных инженерно-технических кадров для угольной и других отраслей промышленности ДИИ был награждён орденом Трудового Красного Знамени.
- Июнь — с началом Великой Отечественной войны студенты старших курсов ДИИ были мобилизованы в ряды Красной Армии.
- Октябрь — эвакуация из Донецка части студентов, преподавателей, оборудования на восток страны.
- Ноябрь — размещение эвакуированных студентов, преподавателей ДИИ в г. Прокопьевске, центре угольной промышленности Кузбасса.

1946 год:
- К началу нового учебного 1946—1947 учебного года силами студентов, преподавателей и сотрудников института были отремонтированы второй учебный корпус, частично первый и третий.
- Создана кафедра металлургических печей.

1951 год:
- Действительным членом Академии наук УССР избран заведующий кафедрой горной механики, доктор технических наук, профессор В. С. Пак, членом-корреспондентом Академии наук СССР — заведующий кафедрой «Химическая технология топлива» доктор технических наук, профессор И. Е. Коробчанский.
- Начала выходить общеинститутская многотиражная газета «Советский студент».
- «С целью улучшения политико-воспитательной и культурной работы» создан Студенческий клуб.

1956 год:
- Председателем Совета Министров СССР избран Н. С. Хрущев, с 1922 по 1925 гг. — бывший студент Донецкого горного техникума.
- Диплом выпускника ДИИ получили более тысячи молодых инженеров.
- Библиотека ДИИ пополнилась более 30 тысячами томов учебной и научно-технической литературы.

1961 год:
- Состоялся первый выпуск инженеров-электромехаников по специальности «Электрификация промышленных предприятий».
- Создан общетехнический факультет ДПИ в г. Енакиево.

1966 год:
- Создан филиал ДПИ в г. Красноармейске с двумя факультетами: общетехнический и вечерний.
- ДПИ награждён памятной медалью «1000 лет Польше» за плодотворное сотрудничество с Польской Народной Республикой.

1971 год:
- Донецкий политехнический институт торжественно отметил 50-летний юбилей.
- В ДПИ обучалось около 22 тысяч студентов по 30 специальностям.
- «За успехи в деле подготовки специалистов для народного хозяйства, развитие научных достижений» ДПИ награждён Почетной Грамотой Президиума Верховного Совета УССР.
- Открыт музей истории ДПИ, экспозиции которого отражала основные этапы развития института.
- На базе Горловского ОТФ создан Горловский филиал ДПИ.
- Начал работу легкоатлетический манеж ДПИ.
- Создана кафедра физики горных пород и геомеханики.

1976 год:
- В ДПИ начали работу три специализированных Совета по защите кандидатских диссертаций — горного, горно-электромеханического и металлургического профилей.
- Создана новая форма проведения смотра художественной самодеятельности среди студентов ДПИ — «Дебют».
- Впервые проведена «Юморина».

1981 год:
- Заведующему кафедрой высшей математики ДПИ проф. В. В. Паку присуждена Государственная премия СССР в области науки и техники.
- Открыт памятник студентам, преподавателям и сотрудникам, погибшим в годы Великой Отечественной войны.

1986 год:
- Принята целевая комплексная программа «ДПИ-1990», направленная на улучшение качества подготовки специалистов, повышения результативности научных исследований.
- Начато строительство 9 учебного корпуса.

1991 год:
- ДПИ стал членом ассоциации инженерных вузов СССР.
- Звания лауреатов Государственной премии Украины получили преподаватели кафедры «Горные машины» Н. Г. Бойко, П. А. Горбатов, В. Г. Гуляев, Г. В. Малеев.
- Газета «Советский студент» стала выходить под новым названием «Донецкий политехник».
- Создана кафедра «Культурология».

1996 год:
- К 75-летию ДонНТУ создана уникальная художественная картина «История ДонНТУ» (художник Е. Колмыков).
- Состоялся первый выпуск магистров государственного управления.
- Создан юридический отдел университета.
- «С целью дальнейшего развития университета и вхождения его в мировое университетское содружество» создан Центр компьютерной информации и телекоммуникаций.

2001 год:
- ДонНТУ отметил своё 80-летие.
- Университету присвоен статус «национальный».
- В ДонНТУ прошла Международная научно-практическая конференция «Эффективность инженерного образования в XXI веке».
- По результатам III -го Международного фестиваля «Золотой скиф» ДонНТУ стал победителем в номинации «За достижения в области науки и образования».
- Создан «Союз друзей Донецкой политехники».
- На базе научно-технической библиотеки открыт немецкий читальный зал.

2006 год:
- Университет готовил высококвалифицированных специалистов по 24 направлениям, 63 специальностям и 22 специализациям. В ДонНТУ обучалось около 28 тысяч студентов. Учебный процесс вели более 1300 преподавателей, среди них 115 докторов наук.
- Состоялась III международная научно-практическая конференция «Донбасс 2020 — наука и техника — производству».
- Состоялась международная конференция «Прогресс технологии в металлургии стали: XXI век».
- В ДонНТУ прошла научно-практическая конференция «Изобретательство и рационализация Донецкой области».
- Кафедра геологии отметила 75-летие.
- Магистратура государственного управления отметила 10-летие.
- Отмечалось 100-летие со дня рождения Альшица Я. И. (1906—1982 гг.), доктора технических наук, проф., зав. кафедрой «Горные машины».

2011 год:
- К 90-летнему юбилею ДонНТУ изданы два фундаментальных сборника по истории университета.
- К юбилею ДонНТУ проведены научно-технические конференции кафедр университета и выставки.

## Рейтинги ДонНТУ
В 2014 году агентство «Эксперт РА» включило ВУЗ в список лучших учебных заведений Содружества Независимых Государств, где ему был присвоен рейтинговый класс «D».
По информации независимого рейтингового агентства РейтОР, ДонНТУ занимает 409 место в рейтинге вузов мира.
По мнению же QS World University Rankings, ДонНТУ занимает 382 место мирового рейтинга.

## Университет с 2014 года
В связи с вооружённым конфликтом на Донбассе приказом Министерства образования и науки Украины № 1129 от 03.10.2014 Донецкий национальный технический университет был переведён в город Красноармейск (с 2016 г. Покровск) Донецкой области. Как было сказано в приказе, целью такого перевода являлось обеспечение безопасности граждан Украины. Базой для университета стал Красноармейский индустриальный институт (с 2017 года — Индустриальный институт ДонНТУ), исполняющим обязанности ректора назначен д.э.н. Ярослав Александрович Ляшок (в марте 2017 года избран ректором ДонНТУ МОНУ). С 2024 года исполняющим обязанности ректора назначен Денис Сергеевич Шиленко.
Однако значительная часть студентов и преподавателей остались в Донецке по месту постоянного жительства. Университет продолжает свою работу в самопровозглашённой ДНР.
Ректором в 2014—2016 был А. Я. Аноприенко. С января 2016 года по 2019 ректором являлся К. Н. Маренич. Затем университет вновь возглавил А. Я. Аноприенко. Ведётся обучение студентов на 16 факультетах.
После начала вторжения России на Украину университет из Покровска был переведён в Луцк. С 2024 года переведён из Луцка в Дрогобыч, Львовской области.

## Современная структура университета

### ДонНТУ МОН Украины в Дрогобыче
Структура университета, переведённого в Дрогобыч, приобрела следующий вид:
Учебно-научные институты
- Учебно-научный институт горного дела и геоинженерии
- Учебно-научный институт инженерии и технологий
- Учебно-научный институт компьютерно-информационных технологий и автоматизации
- Учебно-научный институт бизнеса, администрирования и права

Докторантура-аспирантура
Другие структурные единицы ДонНТУ
- Научно-техническая библиотека ДонНТУ
- Институт последипломного образования
- Информационно-вычислительный центр

Техникумы
- Константиновский индустриальный профессиональный колледж

### ДонНТУ в Донецке
Университет, оставшийся в Донецке, имеет следующую структуру:
- Горно-геологический факультет
- Факультет компьютерных наук и технологий
- Горный факультет
- Факультет инженерной механики и машиностроения
- Факультет компьютерных информационных технологий и автоматики
- Физико-металлургический факультет
- Электротехнический факультет
- Факультет экологии и химической технологии
- Французский технический факультет
- Факультет экономики и менеджмента
- Немецкий технический факультет
- Заочный факультет
- Факультет по работе с иностранными студентами
- Факультет переподготовки кадров

Магистратура государственного управления
Институт последипломного образования
Докторантура и аспирантура
Центр довузовской подготовки
Горловский автотранспортный техникум
Автомобильно-дорожный институт (г. Горловка)